# Киприан (патриарх Константинопольский)
Патриарх Киприа́н (греч. Κυπριανός) — епископ Константинопольской православной церкви. Патриарх Константинопольский в 1707—1709 и 1713—1714 годах

## Биография
Был митрополитом Кесарийским.
25 октября 1707 года избран патриархом Константинопольским.
Киприан отличался скромностью в нуждах и став патриархом, призывал священнослужителей к более аскетичной жизни, например он издал циркуляр о запрете духовенству носить яркую одежду (" μὴ λαμπραῖς ἐσθῆσι χρῆσθαι τοῖς ἱερωμένοις "), который действует и по сей день. Вероятно, по этой причине у него образовалось немало врагов среди епископата, которые добились его низложения в мае 1709 года.
После низложения он был сослан в Ватопедский монастырь на горе Афон .
В ноябре 1713 года, после низложения патриарха Кирилла IV, Киприан был вновь избран патриархом.
28 февраля 1714 года был вынужден уйти на покой, так как не смог заплатить Османской империи 25000 куруш.
После ухода на покой вновь вернулся в монастырь Ватопед на Афоне, где и скончался.